# 禮山郡
禮山郡（：／ Yesan gun */?），是大韓民國忠清南道北部的一個郡。面積543.1平方公里，2006年人口90,507人。下分2邑、10面。
王氏高麗始稱禮山。

## 姐妹城市
- 美国田納西州諾克斯維爾

海外友好协力城市   中国吉林省图们市